# Fellagha
Fellagha, uma palavra árabe que significa literalmente "bandidos"  (الفلاقة, singular الفلاق), refere-se a grupos de militantes armados afiliados a movimentos anticoloniais no norte da África francesa. Na maioria das vezes, é usado para se referir a nacionalistas argelinos armados que adotaram meios violentos para expulsar os franceses da Argélia, bem como grupos na Tunísia que fizeram o mesmo. Foram particularmente importantes durante a Guerra da Argélia (1954-1962), liderada pela Frente de Libertação Nacional.

## Fellaghada Tunísia
Na Tunísia, a atividade dos fellagha começou após o assassinato do líder trabalhista Farhat Hached no final de 1952. Os fellagha atacaram a infraestrutura da governança colonial francesa, bem como as propriedades dos colonos ou os colonos franceses. Os fellagha estavam um tanto desorganizados, mas mantinham algumas ligações com o sindicato de Hached, a Union générale tunisienne du travail (UGTT), e o principal partido nacional, o Neo-Destour. Este último, foi capaz de usar sua influência sobre os fellagha para convencer a França a garantir a autonomia interna da Tunísia.

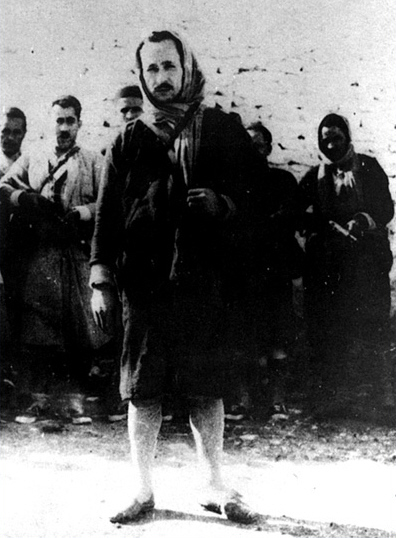
Hassen Abdelaziz, chefe dos fellagas do Sahel tunisiano.
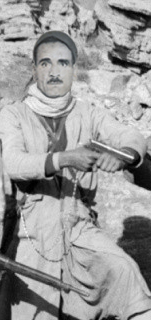
Fellaga do Sahel tunisiano.
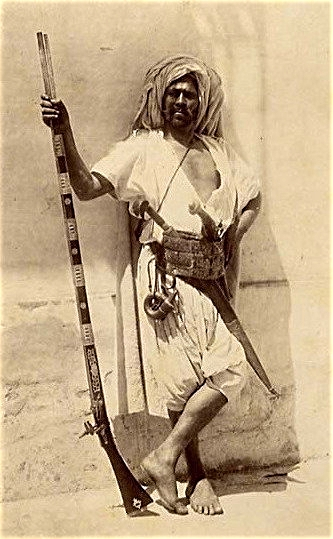
Fellaga tunisiano mostrando suas armas.